# Cladiella sphaerophora
Cladiella sphaerophora is een zachte koraalsoort uit de familie Alcyoniidae. De koraalsoort komt uit het geslacht Cladiella. Cladiella sphaerophora werd in 1834 voor het eerst wetenschappelijk beschreven door Ehrenberg. 